# アドルフ・シュライヤー
アドルフ・シュライヤー（Christian Adolf Schreyer、1828年7月9日 - 1899年7月29日）はドイツの画家である。東欧や中東の馬に乗った人物の絵を得意とした画家である。

## 略歴
フランクフルト・アム・マインで、ワイン商人の息子に生まれた。15歳からフランクフルトの美術学校（Staatliche Hochschule für Bildende Künste）で、ヤーコブ・ベッカーやパッサファント（Johann David Passavant）に学んだ。短期間、デュッセルドルフ美術アカデミーやミュンヘン美術院、シュトゥットガルトの美術学校でも学びながら、1854年までフランクフルトで学んだ。1854年から1856年までオーストリア陸軍に志願し、クリミア戦争に出征した。その後ドイツの貴族、マクシミリアン・カール・フォン・トゥルン・ウント・タクシスのハンガリー、ルーマニア、ロシアへの旅に同行した。その後、パリ、ブカレストなどを旅し、1857年末にフランクフルトに戻った。
アントン・ブルガー（Anton Burger）やヤーコプ・フュルヒテゴット・ディールマン（Jakob Fürchtegott Dielmann）らによって作られたクローンベルク・イム・タウヌスの芸術家村を訪れた後、1861年にパリなどフランスに住み、そこからアルジェや中東を旅した。オリエンタリズムの流行のもとで、同時代に中東の風景を描いたオイゲン・ブラヒト（Eugen Bracht）とともに人気を得ることになった。
1872年にクローンベルクに家を買って、夏はクローンベルクで過ごし、冬はパリで過ごすようになった。1895年にクローンベルクの名誉市民に選ばれた。

## 作品
- 「武器を持つベドウィン」
- 「アラブの隊商」 (vers 1860)
 デイトン美術館
- Arabes en Égypte, à l'aube (1867)
 ウォルターズ美術館
- La Fuite de Moscou
ハンティントン美術館
- Les Plaines de Hongrie
 ウォルターズ美術館
- Reiterpaar (1853)